# Mathew Quinn
Mathew Quinn, född den 17 april 1976, är en sydafrikansk friidrottare som tävlar i kortdistanslöpning.
Quinn deltog vid VM i Edmonton 2001 där han tillsammans med Morne Nagel, Corné du Plessis och Lee-Roy Newton blev världsmästare på 4 x 100 meter. Ursprungligen vann USA loppet men blev av med sina medaljer då det framkommit att Tim Montgomery varit dopad. 
Förutom framgången vid VM 2001 deltog han vid Olympiska sommarspelen 2000 där han emellertid blev utslagen redan i försöken på 100 meter. Vid Universiaden 1999 slutade han på en tredje plats på 100 meter. 

## Personliga rekord
- 100 meter - 10,08